# Megacriometeora
Una megacriometeora è un blocco di ghiaccio che, malgrado le somiglianze strutturali, idrochimiche e isotopiche coi chicchi di grandine si forma solo in circostanze atmosferiche insolite, per esempio in presenza di cielo sereno, che differiscono nettamente da quelle con nubi di tipo cumulonembo che generano la grandine.
A volte sono chiamate chicchi di grandine giganti ma esse non necessitano delle presenza di temporali per formarsi. Le megacriometeore sono a volte scambiate per meteoriti perché possono creare piccoli crateri sul punto d'impatto col suolo.

## Storia
La caduta dal cielo di eccezionali blocchi di ghiaccio è un evento anomalo riportato dai cronisti già dall'antichità e in tutte le epoche, fino alle osservazioni moderne e contemporanee.
Tra la fine del 1999 e l'inizio del 2000 si registrò in Italia e Spagna una serie di avvistamenti di grossi blocchi di ghiaccio che, apparentemente, cadevano dal cielo. Furono formulate varie ipotesi: dal semplice imbroglio, alla caduta di ghiaccio dagli aerei fino al volontario lancio di blocchi di ghiaccio da velivoli.
Jesús Martínez Frías, un geologo planetario del Centro per l'Astrobiologia di Madrid, è stato il primo ad effettuare studi sulle megacriometeore a partire dal gennaio 2000 dopo che pezzi di ghiaccio del peso fino a quasi 2 kg caddero durante un periodo di circa dieci giorni in Spagna con cieli privi di nuvole.

## Formazione
Il processo che crea le megacriometeore non è completamente conosciuto, potrebbe essere simile
a quello della grandine anche se sono state viste cadere d'estate con un cielo sereno. I primi risultati sembrano mostrare che fluttuazioni dei parametri ambientali della tropopausa possono essere collegate alla creazione delle condizioni atmosferiche particolari che portano alla formazione delle megacriometeore.

## Composizione
L'analisi chimica delle megacriometeore mostra che la loro composizione è simile a quella della pioggia caduta nella stessa area dove sono osservate cadute di megacriometeore: è stato accertato che esse non sono prodotte da perdite o scarichi di bagni di aerei perché i pezzi di ghiaccio che occasionalmente cadono dagli aerei hanno un ben visibile colore azzurro dovuto ai disinfettanti usati, senza contare che sono conosciute cadute di ghiaccio anteriori all'invenzione degli aerei.

## Dimensioni
Sono state registrate più di 50 cadute di megacriometeore dall'anno 2000: il loro peso è compreso tra i 0,5 kg e i 50 kg, quest'ultima caduta in Brasile.

## In Italia
In Italia, dopo il periodo 1999–2000, il fenomeno si è ripresentato in modo sporadico, per esempio nel 2007 e nel 2008 (in quest'ultimo caso si è quasi sicuramente trattato di un blocco caduto da un aereo).
Fino al luglio 2017, quando le criometeore riapparvero nei cieli di Saronno, danneggiando un tetto di una villa bifamiliare.
L'ultimo avvenimento accertato è la caduta di una criometeora in un cortile di Monza avvenuta il 5 Giugno 2025.

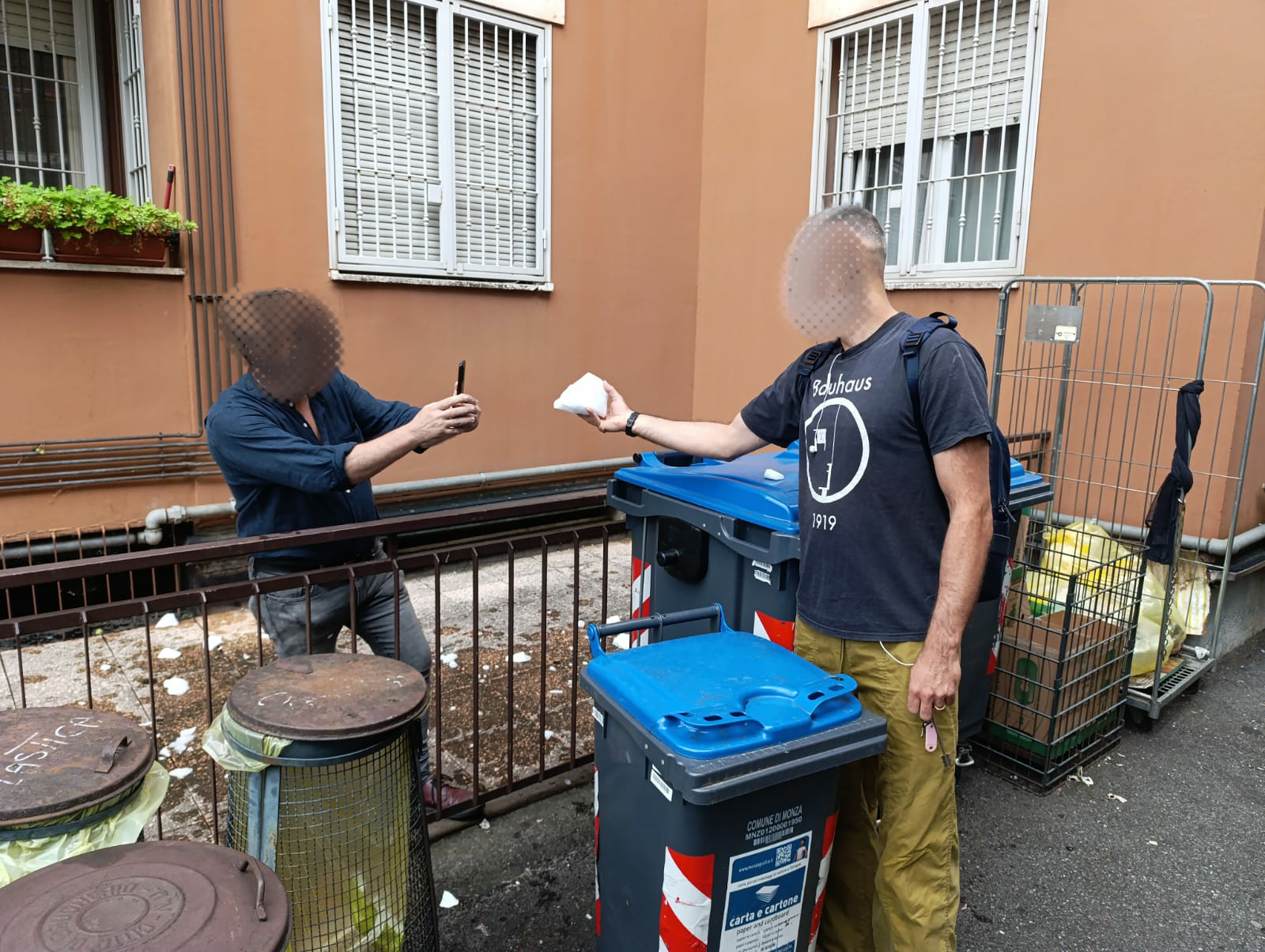
CriometeoraMonza20250605